# 飛驒白川パーキングエリア
飛驒白川パーキングエリア（ひだしらかわパーキングエリア）は、岐阜県大野郡白川村の東海北陸自動車道上にあるパーキングエリア (PA) である。上下線で位置が100 m異なる。
以前は管理施設扱いとしてトイレのみが設置された状態であったが、2010年（平成22年）3月31日に正式にパーキングエリアとしてオープンした。同年4月24日には上り線のみ仮設売店が開設された。

## 道路
- E41 東海北陸自動車道

## 管理
- 中日本高速道路株式会社
  - 中日本エクシス株式会社

## 施設

### 上り線（名古屋・大阪方面）
- 駐車場
  - 大型 : 5台
  - 小型 : 14台
- トイレ
  - 男性 : 大3（洋式3）・小3
  - 女性 : 5（和式1　洋式4）
    - 同伴の男児用 : 1

  - 身体障害者用 : 1
- 給電スタンド（24時間）
- 自動販売機
- 売店（仮設売店、土・日・祝日及び5月1日 - 5月9日間の8:00-18:00のみ営業）

### 下り線（金沢・新潟方面）
- 駐車場
  - 大型 : 5台
  - 小型 : 14台
- トイレ
  - 男性 : 大3（洋式3）・小3
  - 女性 : 5（和式1　洋式4）
    - 同伴の男児用 : 1

  - 車椅子用 : 1
- 給電スタンド（24時間）
- 自動販売機

## 隣
E41 東海北陸自動車道
(14)白川郷IC - 飛驒白川PA - (15)五箇山IC